# Karbid titanu
Karbid titanu, TiC, je extrémně tvrdý keramický materiál. Podle Mohsovy stupnice má tvrdost 9,0–9,5. Je to černý prášek, krystaluje v plošně centrované kubické soustavě. Atomy uhlíku obsazují oktaedrické pozice mezi atomy titanu.
V přírodě se vyskytuje jako velmi vzácný minerál khamrabaevit, (Ti,V,Fe)C.

## Fyzikální vlastnosti
Karbid titanu má modul pružnosti 400 GPa a modul pružnosti ve smyku 188 GPa.

## Využití
Používá se k výrobě cermetů pro vysokorychlostní obrábění ocelových materiálů. Povrchové vrstvy karbidu titanu jsou otěruvzdorné, proto se využívají pro ochranu povrchu nástrojů a také hodinových strojů.
Vysoké tepelné odolnosti se využívá v tepelných štítech vesmírných lodí.